# Vitex keniensis
Vitex keniensis (tiếng Anh còn gọi là Meru Oak) là một loài thực vật thuộc họ Verbenaceae. Đây là loài đặc hữu của Kenya. Chúng hiện đang bị đe dọa vì mất môi trường sống. Đây là cây gỗ khổng lồ, là một trong những cây lớn nhất trong các loài bản địa Kenya. Vì là cây gỗ tốt nên nó bị khai thác quá mức và hiện rất hiếm gặp.